# Чол Денг Алак
Чол Денг Алак (Chol Deng Alak) (24 серпня 1955, Аб'ей, Судан) — суданський дипломат. Доктор історичних наук. Міністр закордонних справ Судану (2000—2004). Надзвичайний і Повноважний Посол Судана в РФ та в Україні за сумісництвом (2004—2008).

## Життєпис
Народився 24 серпня 1955 року у місті Аб'ей, Судан. У 1976 р. закінчив підготовчий факультет Одеського політехнічного інституту та вступив до гідротехнічного факультету Одеського інституту інженерів морського флоту та у 1981 році закінчив експлуатаційний факультет (спеціальність «Експлуатація водного транспорту»). Магістр технічних наук.
З 1981 року — працював на різних інженерних посадах у судноплавній компанії.
У 1983 році — він засновував Партію народного руху визволення Судану та очолив її ідеологічну службу. Був начальником політичної школи й інженерного корпусу Народної армії звільнення Судану (НАЗС).
У 1985—1987 рр. — очолював військове училище в Судані
У 1992 році — очолив Інститут революційних війн та політичних студій.
З 1996 року — Міністр транспорту і зовнішніх відносин Судану.
З 1999 року — Міністр соціального планування.
З 2000 року — Міністр закордонних справ Судану.
У 2004—2008 рр. — Надзвичайний і Повноважний Посол Республіки Судан у РФ, в Україні та ще в дев'яти інших країнах СНД.
У 2009 році — отримав військове звання генерал-лейтенанта запасу НАЗС, а після проголошення незалежності Південного Судану він став Старшим послом Південного Судану.

## Автор праць
- Дарфурский кризис: проблемы и возможные решения / Чол Денг Алак // «Азия и Африка сегодня» (Москва). — 2007. — № 8. — С. 54-56 (рос.)
- Африка и вода: судан показывает пример в решении национальных и региональных водохозяйственных проблем / Чол Денг Алак // Азия и Африка сегодня. — 2008. — № 2. — С. 62-64 : фот. — ISSN 0321-5075 (рос.)
- Удастся ли заново поделить нильскую воду? / Чол Денг Алак // Азия и Африка сегодня. — 2008. — № 12. — С. 15-20 : фот. — Библиогр.: с. 20. — ISSN 0321-5075[4]